# Perltusche
Perltusche ist eine antike Stangentusche aus China. Diese einst so hochwertige „braune“ chinesische „Perltusche“ trug am reich verzierten Knauf eine echte Perle. Das war keine aufwendige Dekoration, vielmehr entsprach diese kostbare Verzierung dem Wert dieses hochwertigen Materials. Die Perltusche wurde in einem sehr aufwändigen handwerklichen Verfahren aus Campheröl oder aus anderen edlen und wohlriechenden Ölen gewonnen.  